# Tolofona
Tolofona (in greco Άμφισσα?) è un ex comune della Grecia nella periferia della Grecia Centrale (unità periferica della Focide) con 3 073 abitanti secondo i dati del censimento 2001.
È stato soppresso a seguito della riforma amministrativa, detta Programma Callicrate, in vigore dal gennaio 2011 ed è ora compreso nel comune di Dorida.

## Località
Tolofona è suddiviso nelle seguenti comunità (i nomi dei villaggi tra parentesi):
- Elaia (Elaia, Agios Ioannis island)
- Erateini
- Glyfada (Glyfada, Dafnochori)
- Kallithea (Kallithea, Agia Eirini, Agios Nikolaos, Agios Nikolaos island, Agios Spyridonas, Klovinos, Prasoudi island, Flampourakia)
- Makrini
- Milea
- Panormos (Panormos, Ormos Lemonias)
- Tolofon (Tolofon, Paralia Tolofonos)
- Trizonia (Trizonia island, Chania, Spilia)